# Jaroslav Dršata
Jaroslav Dršata (25. října 1943 Hradec Králové) je český biochemik, vysokoškolský pedagog a cestovatel, autor cestopisů.

## Život
Jaroslav Dršata vystudoval jedenáctiletou střední školu J. K. Tyla v Hradci Králové a poté šel studovat všeobecné lékařství na Lékařské fakultě Univerzity Karlovy v Hradci Králové. Studium úspěšně zakončil v roce 1966. Po vojně se pustil do vědecké přípravy na téže fakultě v oboru Lékařská biochemie a získal titul CSc.
Od roku 1972 působil na Farmaceutické fakultě Univerzity Karlovy v Hradci Králové jako odborný asistent. V roce 1987 se habilitoval a získal titul docent. V roce 1995 byl jmenován profesorem Univerzity Karlovy. V návaznosti na své aktivity byl v letech 1997–2000 proděkanem pro zahraniční záležitosti a 2006–2010 proděkanem pro studium Zdravotnické bioanalytiky. V 90. letech přednášel též na Univerzitě Pardubice.
V roce 2017 se stal emeritním profesorem Farmaceutické fakulty Univerzity Karlovy.

### Odborné aktivity
Jaroslav Dršata se celou dobu věnoval pedagogické činnosti a dlouhodobě byl vedoucím katedry biochemických věd. V roce 1979 pro studium farmacie připravil nový předmět Patobiochemie (už v roce 1977 k němu sepsal výukový text), a to jako první v Československu, dříve než se začal vyučovat na lékařských fakultách.
V 90. letech 20. století spoluorganizoval studium farmacie v angličtině. Také se významně podílel na založení nového studijního programu Zdravotnická bioanalytika, jehož magisterský stupeň byl dlouhou dobu jediný v Česku. Založil rovněž doktorské studium patobiochemie–xenobiochemie a vedl magisterské i doktorské práce.
Ve vědecké práci jeho počáteční kroky ovlivnil zejména prof. Ivo Hais. Pod jeho vedením se soustředil na biochemii enzymů a zejména vliv potenciálních farmak na biologické systémy, na aktivitu enzymů, dále na výzkum aktivity pyridoxalových enzymů při metabolismu aminokyselin a později studiu modifikací struktury enzymových molekul glykací a antioxidanty přírodního původu.
Jaroslav Dršata je autorem či spoluautorem přibližně 200 vědeckých publikací. V době pandemie covidu-19 se zapojil do očkovacího týmu.

### Další aktivity
Kromě své odborné profese se věnuje cestování a cykloturistice. K jeho koníčkům patří historie, zeměpis, ale i domácí řemeslné práce a amatérský sport.
O cestách po Evropě, Asii a Latinské Americe uspořádal velké množství přednášek.
V letech 2005–2011 podnikl cestu na kole 14 státy z Česka k Rudému moři v sedmi na sebe navazujících etapách. O tomto putování vydal cestopis. Fotografie z této cesty vystavoval v Hradci Králové, v Praze a v Hořicích. V roce 2017 proběhla výstava fotografií na zámku v Pardubicích S kolem kolem Araratu, která zaznamenala dvě cesty, které Dršata podnikl v září 2012 (turecký Kurdistán) a 2013 (Arménie) a které na předchozí putování navázaly.
Vydal dva cestopisy Na kole do Jeruzaléma a ještě kousek (2016) a S kolem kolem Araratu (2021).

## Ocenění
Na jaře 2024 získal v rámci udílení Výročních cen města Hradec Králové za rok 2023 Cenu dr. Františka Ulricha za celoživotní práci.